# Triplet du Lion
Ne doit pas être confondu avec Amas du Lion ou Groupe du Lion I.
Pour les articles homonymes, voir Lion (homonymie).

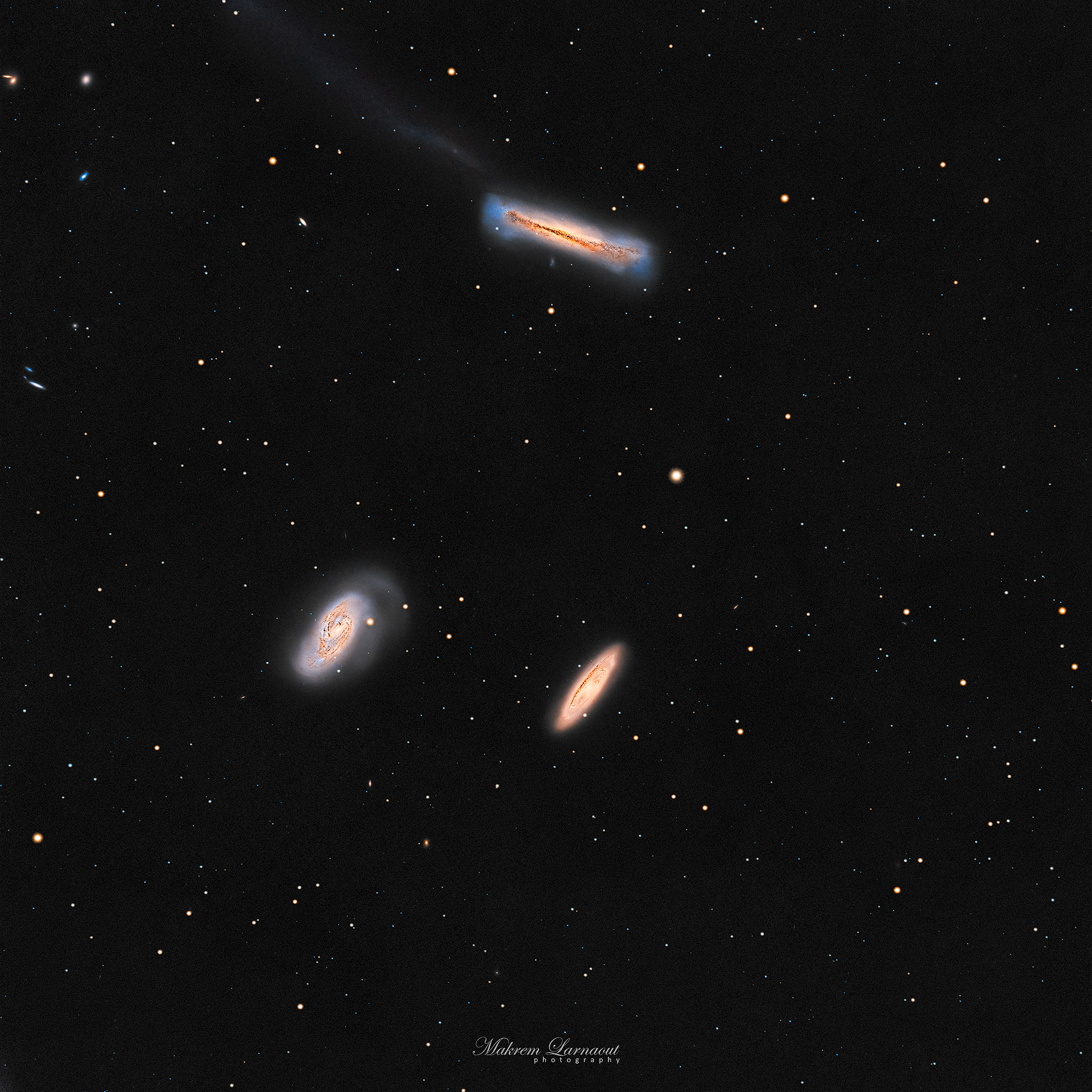
Triplet du Lion.

Le triplet du Lion (aussi appelé le groupe de M66) est un petit groupe de galaxies situé à environ 35 millions d'années-lumière dans la constellation du Lion. Cet amas regroupe les galaxies spirales M65, M66, et NGC 3628 , communément appelée "la galaxie du Hamburger".

## Membres
Le tableau ci-dessous liste les galaxies qui ont été identifiées comme faisant partie de l'amas, d'après le Nearby Galaxies Catalog, et le Lyons Groups of Galaxies Catalog (LGG).
| Nom      | Type     | α (J2000.0) | δ (J2000.0) | Vitesse radiale (km/s) | Magnitude apparente |
| -------- | -------- | ----------- | ----------- | ---------------------- | ------------------- |
| M65      | SAB(rs)a | 11/18/55,9  | +13/05/33   | 803 ± 2                | 9,3                 |
| M66      | SAB(s)b  | 11/20/14,9  | +12/59/30   | 722 ± 2                | 8,9                 |
| NGC 3628 | SAb pec  | 11/20/17,0  | +13/35/23   | 846 ± 1                | 9,5                 |

Quelques sources indiquent qu'une ou deux autres galaxies proches, telle NGC 3593, pourraient faire partie de ce groupe.

## Groupe de galaxies proches
Le groupe de M96 est assez proche de ce groupe du Triplet. Ces deux groupes pourraient être une partie d'un bien plus
grand groupe, certaines simulations tendent à prouver que le Triplet du lion fait partie du groupe de M96.